# Mi pecado
Mi pecado è una telenovela messicana prodotta a metà del 2009

## Trama
Paulino Córdoba, Gabino Roura, Rodolfo Huerta e Matías Quiroga sono stati amici sin dall'infanzia, ma da adulti, il loro cambiamento delle priorità li fa distruggere l'amicizia. Paulino è il proprietario della fattoria El Milagro, che coltiva e vende mele, ed è sposato con Rosario, con la quale ha due figli, César e Lucrecia. Rosario ha sempre manifestato preferenza per il figlio e respinge apertamente la figlia. Servo di Rosario, Delfina, pone sostanzialmente Lucrecia accanto al suo figlio, Manuel, e Lucrecia e Manuel diventano come fratelli. Il migliore amico di Lucrecia, tuttavia, è Julián Huerta. Entrambi condividono lo stesso ama e alla fine, il passare degli anni, venuto a condividere anche un grande amore. Gabino Roura è un uomo intelligente e ambizioso che uccide sua moglie, Ines (Lucía Méndez), al fine di cogliere la sua fortuna. Gabino manipola i suoi amici e i suoi figli, Carmelo e Teresa. Lui è il proprietario dei migliori terreni agricoli, che affitta a Paulino, al fine di controllare la distribuzione e la commercializzazione delle mele. Rodolfo è l'insegnante nella città di San Pedro, lui è un onesto e laborioso uomo che è sposato con Giustina (Sabine Moussier), una donna sensuale che è soddisfatta di un semplice stile di vita del marito, e hanno due figli, Julian e Josué. Si tratta di Justina Almada che fa esplodere i conflitti seri che minacciano di distruggere l'amicizia tra Rodolfo, Paulino e Gabino. Matías Quiroga, il sacerdote della città di San Pedro, vede con il cuore pesante che i suoi amici sono diventati nemici e sono l'ostacolo principale per Lucrecia e l'amore di Julian.